# Oldenlandia drymarioides
Oldenlandia drymarioides är en måreväxtart som först beskrevs av Paul Carpenter Standley, och fick sitt nu gällande namn av Edward Everett Terrell. Oldenlandia drymarioides ingår i släktet Oldenlandia och familjen måreväxter. Inga underarter finns listade i Catalogue of Life.